# Hermonassa amurensis
Hermonassa amurensis är en fjärilsart som beskrevs av Igor Kozhanchikov 1935. Hermonassa amurensis ingår i släktet Hermonassa och familjen nattflyn. Inga underarter finns listade i Catalogue of Life.